# Schlacht bei Tassafaronga
Tulagi und Gavutu-Tanambogo – Savo Island – Tenaru – Ost-Salomonen – Bloody Ridge – Operationen am Fluss Matanikau – Cape Esperance – Henderson Field – Santa-Cruz-Inseln – Matanikau-Offensive – Koli Point – Carlsons Patrouille – Guadalcanal – Tassafaronga – Mount Austen – Rennell Island – Operation Ke – Operation Cleanslate
Die Schlacht bei Tassafaronga war eine Seeschlacht zwischen der amerikanischen und japanischen Flotte im Zweiten Weltkrieg während des Pazifikkriegs am 30. November 1942. Es war die letzte einer Serie im Rahmen der monatelangen Kämpfe um Guadalcanal sowie die umgebenden Inseln. Die Schlacht wurde in der Straße zwischen Guadalcanal und Savo Island ausgetragen und nach der japanischen Basis Tassafaronga auf Guadalcanal, dem Ziel des japanischen Nachschubs, benannt.

## Vorgeschichte
Nach der Seeschlacht von Guadalcanal kamen den japanischen Kommandeuren Zweifel, ob die Insel zurückerobert werden könne. Sie wandten sich deshalb New Georgia im Nordwesten von Guadalcanal zu, um eine weitere Basis aufzubauen. Da die Japaner aufgrund der lokalen amerikanischen Luftüberlegenheit durch den Flugplatz Henderson Field nicht in der Lage waren, die eigenen Truppen mit langsamen und damit bei Tageslicht aus der Luft sehr verwundbaren Frachtschiffen zu versorgen, wurde der Nachschub seit Monaten nachts durch Fahrten mit schnellen Zerstörern geliefert. Diese Konvoifahrten, von den Amerikanern Tokyo Express genannt, waren für die Versorgung der Soldaten auf Guadalcanal zwar vollkommen unzureichend, wurden aber bald auch genutzt, um die japanischen Armeeeinheiten von der Insel zu evakuieren.
Am 30. November 1942 führte Konteradmiral Tanaka Raizō acht Zerstörer. Sechs von ihnen dienten als Transporter (Kuroshio, Oyashio, Kagerō, Suzukaze, Kawakaze und Makinami) und wurden mit Nachschub beladen. Nur Tanakas Flaggschiff Naganami und die Takanami waren voll kampfbereit.
Die Task Force 67, eine kürzlich formierte Kreuzer/Zerstörer-Streitmacht, bestehend aus den Schweren Kreuzern New Orleans, Minneapolis, Pensacola und Northampton, dem Leichten Kreuzer Honolulu und den vier Zerstörern Fletcher, Drayton, Maury und Perkins unter dem Kommando von Konteradmiral Carleton H. Wright kreuzte nördlich von Espirito Santo. Die Zerstörer Lamson und Lardner kamen von einem Einsatz als Begleitschutz nach Guadalcanal, wo sie den Befehl erhielten, sich der Task Force 67 anzuschließen. Da die Kommandanten aus Zeitmangel nicht mehr eingewiesen werden konnten, wurde ihnen eine Position hinter den Kreuzern zugewiesen.

## Die Schlacht
Die Minneapolis hatte kurz nach 23 Uhr Radarkontakt zu den japanischen Schiffen, worauf drei amerikanische Zerstörer zwanzig Torpedos abschossen, während die amerikanischen Kreuzer das Feuer eröffneten. Die Takanami wurde von Granaten getroffen und sank, aber die amerikanischen Torpedos verfehlten ihr Ziel. Das Mündungsfeuer beleuchtete die amerikanischen Schiffe, wodurch die Japaner klare Ziele erkennen konnten und zwanzig Torpedos abschossen. Danach drehten sie ab, um in der Dunkelheit zu entkommen.
Die amerikanischen Schiffe versäumten es, zu manövrieren, um den Torpedos auszuweichen. Die Minneapolis wurde von zwei Torpedos getroffen, von denen einer das Vorschiff vor der Barbette von Turm A traf, wodurch dieses nach unten abknickte. Der andere Torpedo traf einen Kesselraum, der nach kurzer Zeit unter Wasser stand. Die New Orleans wurde von einem Torpedo getroffen, der ebenfalls das Vorschiff beschädigte. Die Pensacola wurde ebenso getroffen und beschädigt, die Northampton erhielt zwei Treffer, wodurch sie später sank. Die beschädigten Schweren Kreuzer wurden nach Tulagi geleitet, wo Notreparaturen durchgeführt wurden, jedoch waren sie mehr als neun Monate lang nicht einsatzfähig.

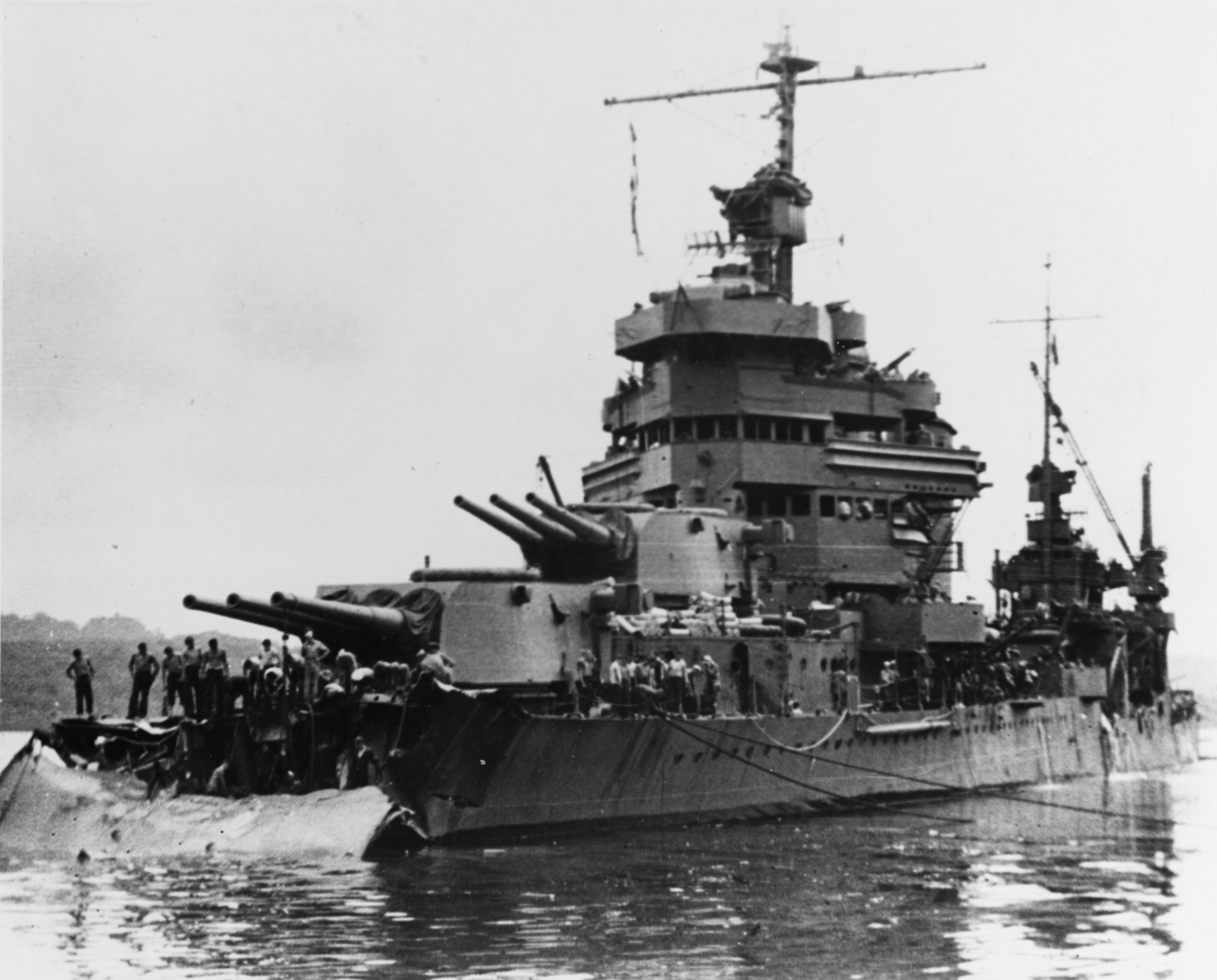
Die USS Minneapolis im Hafen von Tulagi am 1. Dezember 1942. Ein japanischer Torpedotreffer hatte ihr Vorschiff völlig zerstört.

## Nachwirkungen
Die Schlacht bei Tassafaronga unterstrich die amerikanische Unterlegenheit in Nachtkämpfen gegenüber der japanischen Flotte und führte zu vielen Diskussionen in der Pazifikflotte um die taktischen Grundsätze.